# Weingut Finstere Gasse 4 (Radebeul)
Das ehemalige Weingut in der Finsteren Gasse 4 liegt im Stadtteil Niederlößnitz des sächsischen Radebeul. Das Anwesen liegt im Denkmalschutzgebiet Historische Weinberglandschaft Radebeul sowie im Landschaftsschutzgebiet Lößnitz. Von 1878 bis etwa 1913 wurde auf dem weitläufigen Weinbergsgrundstück die Gaststätte Sennhütte betrieben.

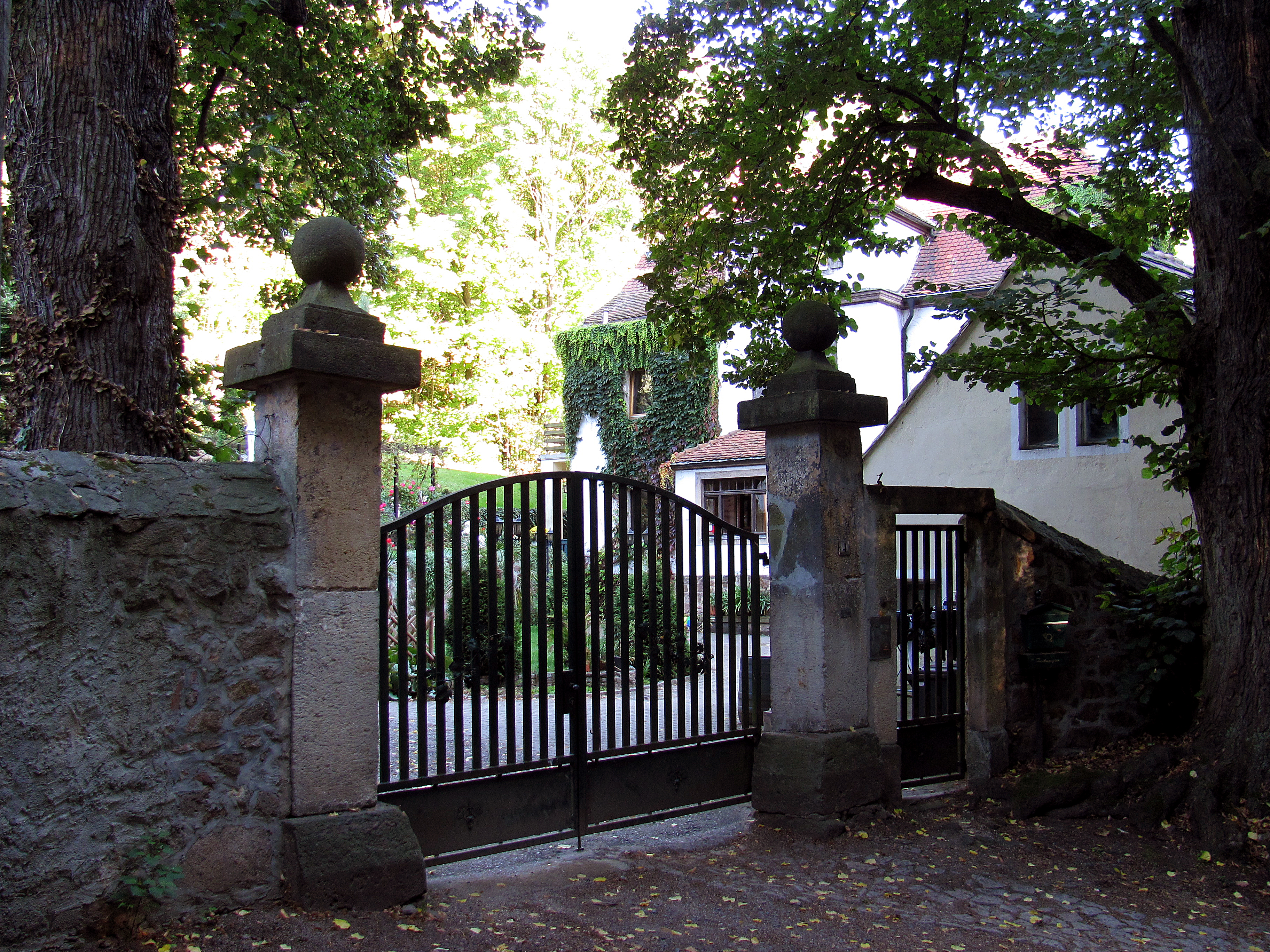
Ehemaliges Weingut Finstere Gasse 4

## Beschreibung

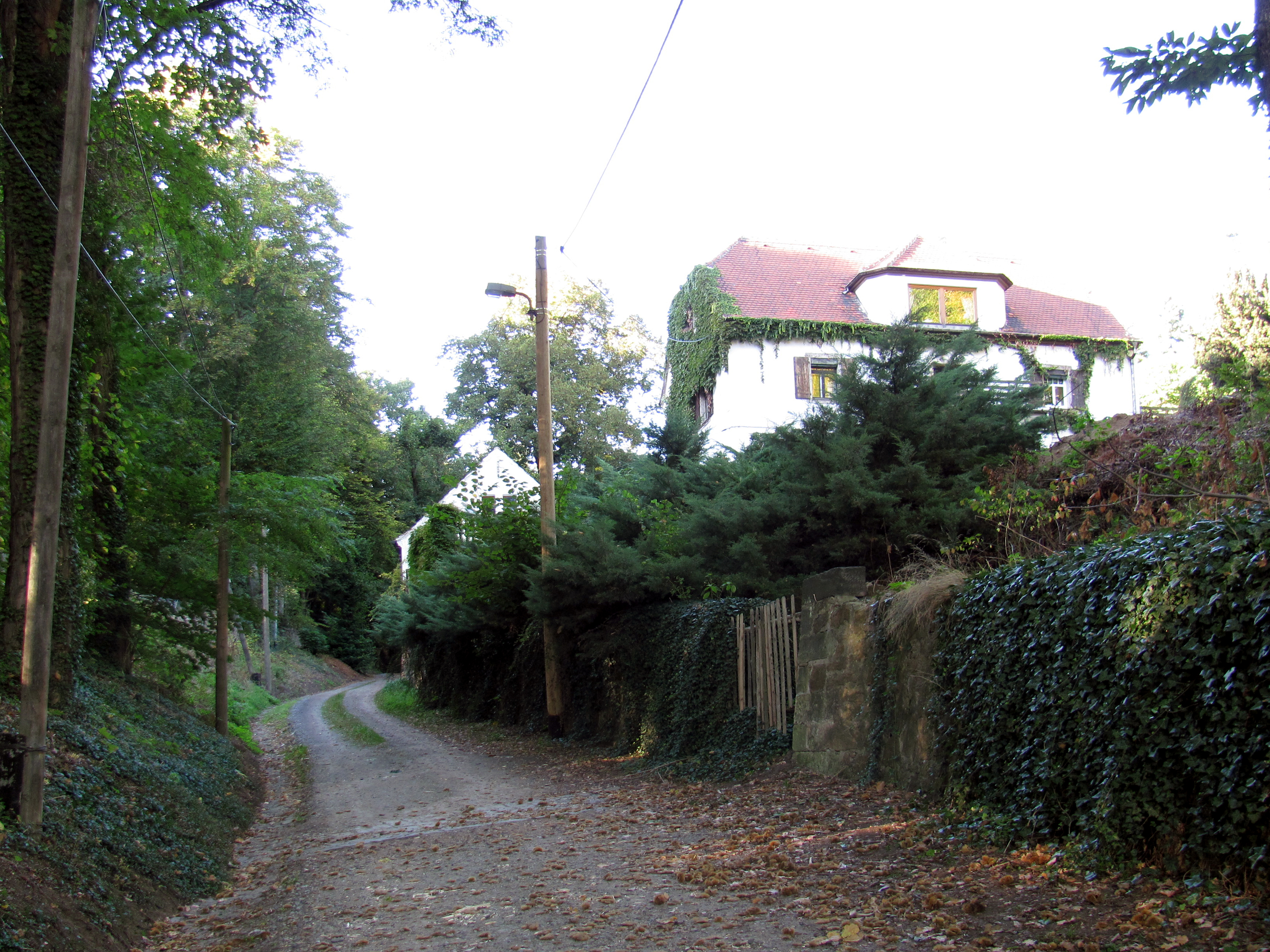
Finstere Gasse 4: Wohnhaus von Süden

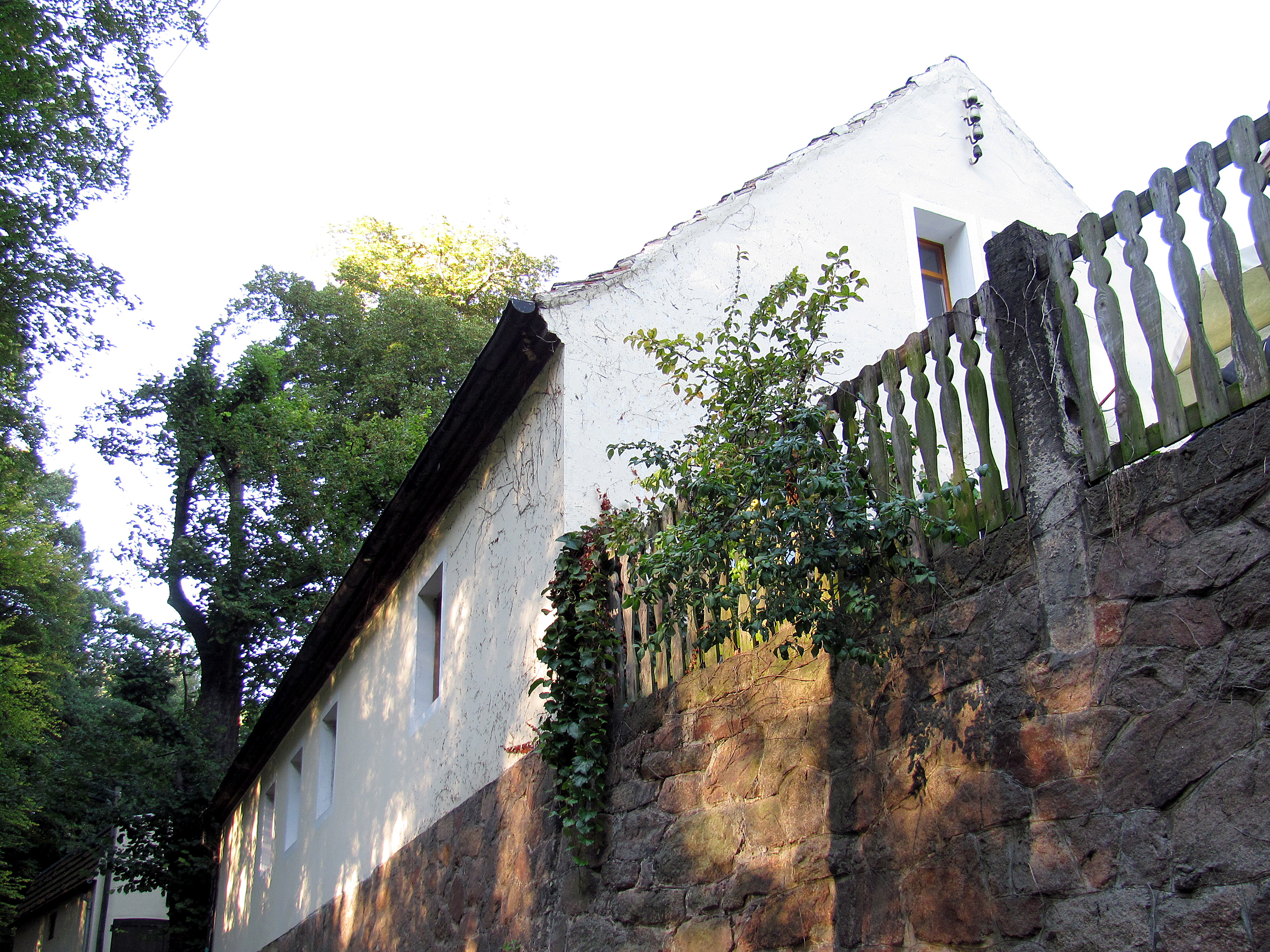
Finstere Gasse 4: Seitengebäude

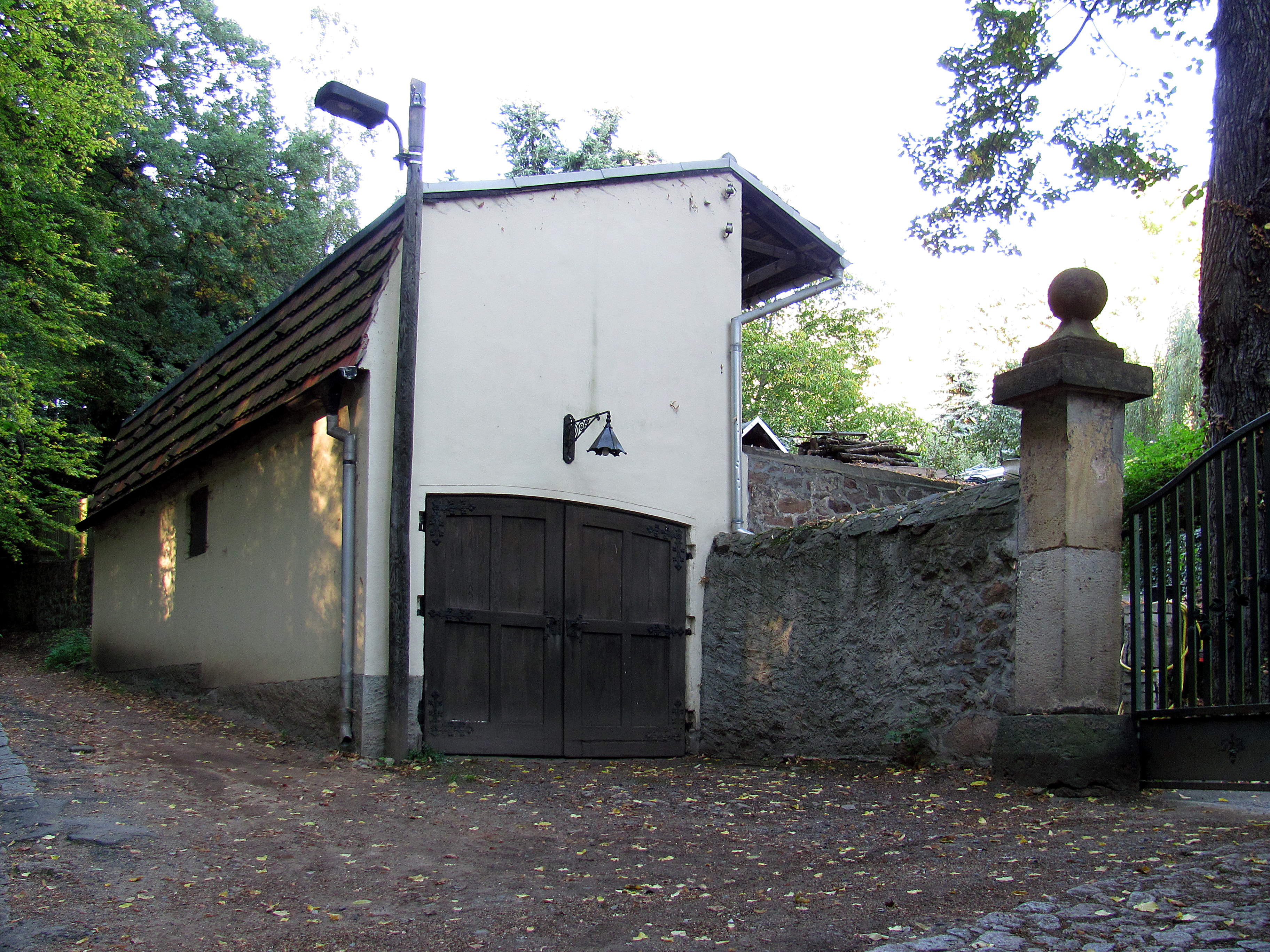
Finstere Gasse 4: Garage

Das Weinbergsanwesen steht unter Denkmalschutz, insbesondere das Wohnhaus mit den „Torpfeiler[n] eines ehemaligen Weingutes“. Dazu kommt das Seitengebäude (Kennung Finstere Gasse 9004-I) sowie die ehemalige Garage (Kennung Finstere Gasse 9004-II).
Die mächtige Toranlage aus Sandsteinpfeilern mit Abdeckplatte und Kugelbekrönung steht auf der Ostseite der Finsteren Gasse, etwa auf halber Höhe des Aufstiegs auf die Lößnitzhochebene. Links steht der Garagenbau, rechts des Tors steht das Seitengebäude, vor dem die Berggasse steil abfällt, sodass die talseitige Hälfte des Baus auf seiner den Berg abfangenden Mauer hoch über dem Fußgänger aufragt. In das Grundstück eingerückt steht das Wohnhaus hoch über dem Hang. Wohnhaus und Seitengebäude stehen im Winkel zueinander und bilden dadurch einen Innenhof. Vom Tor aus nach schräg links erhebt sich der Steilanstieg des ehemaligen Weinbergs.
Das Wohnhaus steht traufständig zum Tal. Der zweigeschossige Putzbau hat ein ziegelgedecktes Krüppelwalmdach. Die Ansichten sind achsensymmetrisch. Zum Tal hin steht ein mittiger Altan, im dortigen Dach findet sich ein Dachhäuschen. Auf der Hofseite steht ein Mittelrisalit mit Zwerchhaus, die Ecken sind abgefast. Vor dem Risalit steht ein eingeschossiger Eingangsvorbau. In der östlichen Seitenansicht steht ein weiterer Altan. Die Fenster des Gebäudes werden von Klappläden begleitet.
Das Seitengebäude ist das alte Winzerhaus des ehemaligen Weinguts (Lage). Der eingeschossige Putzbau steht längs der Finsteren Gasse auf einer Naturstein-Substruktion, die nach Süden zum Tal hin in eine hohe Bruchsteinmauer übergeht, auf der sich zwischen Sandsteinpfeilern Holzzaunelemente befinden. Das Satteldach des Nebengebäudes ist ziegelgedeckt.
Das ehemalige Garagengebäude links des Tors (Lage) und einer kurzen Bruchsteinmauer ist nach außen versetzt, sodass das sich in der Schmalseite befindliche, zweiflügelige und segmentbogige Tor von außerhalb des Grundstücks benutzen lässt. Oberhalb des Tors hängt eine alte Leuchte. Die eingeschossige Garage steht ebenfalls traufständig zur Finsteren Gasse. Nach dorthin wird es durch ein Mansard-Pultdach abgedeckt, das auf der Grundstücksseite abknickt und weit überkragt.

## Sennhütte
Zwischen 1878 und wohl 1913 wurde auf dem Anwesen die Sennhütte betrieben, ein Getränkeausschank inmitten der Lößnitzweinberge. Der Schankort (Lage) lag nicht ganz auf halber Strecke eines Bergwanderwegs zwischen dem Eingang an der Finstergasse und dem Höhenrestaurant Paradies, auf 212,5 m ü. NN. Am Rande eines knapp 300 m² großen Platzes stand die Schankhütte, die jedoch nur als Unterstand bei aufziehendem Regen und als Ausschank gedacht war. Die Holzhütte war ebenerdig, 10,5 m lang, 5,5 m breit und mit Walmdach 3,3 m hoch. Die Amtshauptmannschaft notierte: „Die Piß- und Abortanlagen sind ebenso interimistisch angelegt, wie die übrigen Einrichtungen. Sie sind sehr klein und niedrig.“ Der Schankbetrieb erfolgte nur während der Sommermonate und nur bis Einbruch der Dunkelheit. Der Betrieb war damit einer Straußwirtschaft vergleichbar.

## Geschichte

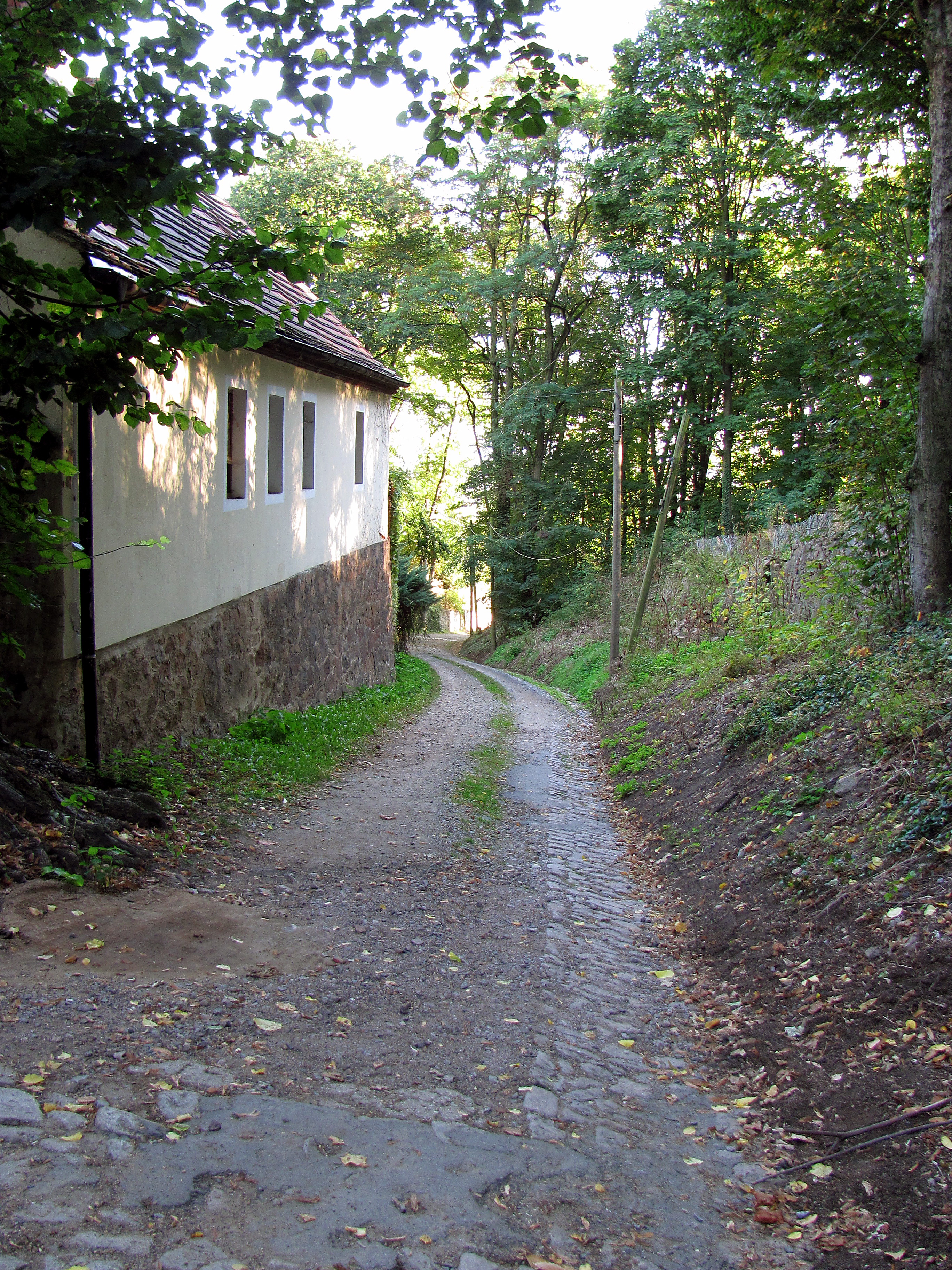
Finstere Gasse 4 vor dem Tor: Blick bergab mit Seitengebäude, rechts der Minckwitzsche Weinberg

Ehemaliges Weingut Finstere Gasse 4 mit der Sennhütte auf der Höhe (Postkarte um 1908, vor dem Umbau des Wohnhauses)

Das Seitengebäude, das alte Winzerhaus des Weinguts, wurde wohl in der zweiten Hälfte des 18. Jahrhunderts errichtet.
Im Jahr 1869 wurde die Privata Chre. Hedwig verh. Heinze geb. Glas als Eigentümerin des Weinbergsanwesens in der Finsteren Gasse (Brandkatasternummer 64) genannt. 1878 richtete sie auf der Höhe einen Weinschank ein, dem sie den Namen Sennhütte gab. Nach ihrem Tod 1908 führte ihr Schwiegersohn Franz Bruno Uhlmann mit seiner Frau Amalie Louise als Erbin den Ausschank von Wein, Kaffee, Limonade und Selterwasser weiter.
Im Jahr 1913 war das Grundstück an Robert Werner aus der Humboldtstraße 11 veräußert. Seit jenem Zeitpunkt taucht der Name Sennhütte nicht mehr auf, der Ausschank war wohl mit dem Besitzübergang geschlossen worden.
Das heutige Wohnhaus ist ein faktischer Neubau aus der Zeit zwischen 1914 und 1916: Der Eigentümer meldete im Juni 1914 an seine Brandkasse, dass er vorhabe, das bestehende Haus auszubessern und umzubauen, wobei der bestehende Bau bis auf die Grundmauern und die Umfassungsmauern des Erdgeschosses abgetragen werden sollte, „da sämtliche Deckenbalken verfault sind.“ Der Entwurf für sein Wohnhaus stammt von dem Architekten Max Eysoldt, Ausführung und Bauleitung lagen bei Baumeister Ernst Claus, der einige Bauten in Niederlößnitz hinterließ, so die Villa Vogelhaus. Die Genehmigung zum Bezug des Umbaus erfolgte im April 1916.
Die Finstere Gasse stand als einzige Radebeuler Berggasse ab 1973 in der Wertgruppe III unter Denkmalschutz. Dies galt auch für den auf der Westseite liegenden „Besitz Minkwitz“ als Ensemble (höchste Wertgruppe I) sowie das dort oben an der Spitze liegende, ehemals zu Minckwitz gehörende, Winzerhaus Erdmann (Finstere Gasse 5). Dazu kam ab 1979 das auf der Ostseite unterhalb liegende Anwesen Finstere Gasse 2. Mit der Aufhebung des DDR-Denkmalschutzes und dessen Ablösung durch das Sächsische Denkmalschutzgesetz von 1993 wurde auch die Baulichkeiten der Finsteren Gasse 4 in den Denkmalschutz aufgenommen, während die Finstere Gasse selbst als Straßenzug seine Denkmaleintragung wie alle Straßen, Anger und Kreuzungen Radebeuls verlor.